# Bamboutos FC
El Bamboutos Football Club es un club de fútbol de Camerún situado en la localidad de  Mbouda y fundado en  1966. Son miembros de la Fédération Camerounaise de Football (Federación camerunesa de fútbol).

## Palmarés
- Supercopa Roger Milla: 1

2022
- Copa de Clubes de la UNIFAC: 1

2004

## Participación en competiciones de la CAF
| Temporada | Torneo                       | Ronda | Club          | Casa | Visita | Global  |
| --------- | ---------------------------- | ----- | ------------- | ---- | ------ | ------- |
| 2005      | Copa Confederación de la CAF | 1     | ASAC Concorde | 2-0  | 0-0    | 2-0     |
| 2005      | Copa Confederación de la CAF | 2     | MC Oran       | 1-0  | 1-2    | 2-2 (a) |
| 2005      | Copa Confederación de la CAF | 3     | Fello Star    | 0-3  | 0-1    | 0-4     |